# Amr Hasan Ali
Amr Hasan Ali (arab. عمرو حسن علي) – egipski zapaśnik walczący w stylu wolnym. Brązowy medalista mistrzostw Afryki w 1998 roku.